# سعيد اليماني
سعيد أحمد عبد الله حسين اليماني تربوي وأستاذ جامعي وسياسي بحريني. يشغل حاليا عضوية مجلس الشورى منذ 2012.

## السيرة
ولد اليماني في البحرين. حصل على بكالوريوس في العلوم والتربية تخصص أحياء وكيمياء من جامعة قطر عام 1981 ودكتوراه في المناهج وطرق تدريس العلوم من جامعة باث البريطانية عام 1988.
عمل معلما لمادة العلوم في مدرسة عبد الرحمن الداخل الإعدادية للبنين من 1981 إلى 1983. ثم أستاذ مساعد في جامعة الخليج العربي من 1988 إلى 1992 ثم أستاذ مساعد بنظام جزئي من 1992 إلى 2000 ثم ترقى إلى أستاذ مشارك بنظام جزئي من 2012 وحتى الآن. عمل أستاذ مساعد بنظام جزئي في جامعة البحرين من 1991 إلى 1992 ثم ترقى إلى أستاذ مساعد من 1992 إلى 1997. عمل مستشار مفوض في شركة إيغل ستار انترناشيونال لايف من 1997 إلى 1998 ثم مستشار مفوض أول من 1999 إلى 2000. عمل مدير للمبيعات في شركة المجموعة العربية للتأمين من 1998 إلى 1999. عمل مدير شئون الأندية في المؤسسة العامة للشباب والرياضة من 2004 إلى 2007. تم تعيينه عضوا في مجلس الشورى في عام 2012 وحتى الآن خلفا للعضو صلاح علي الذي تقرر تعيينه وزيرا لشئون حقوق الإنسان.

## التكريم
- شهادة تقديرية للدكتوراه في التربية 1988.